# 카타툼보 번개

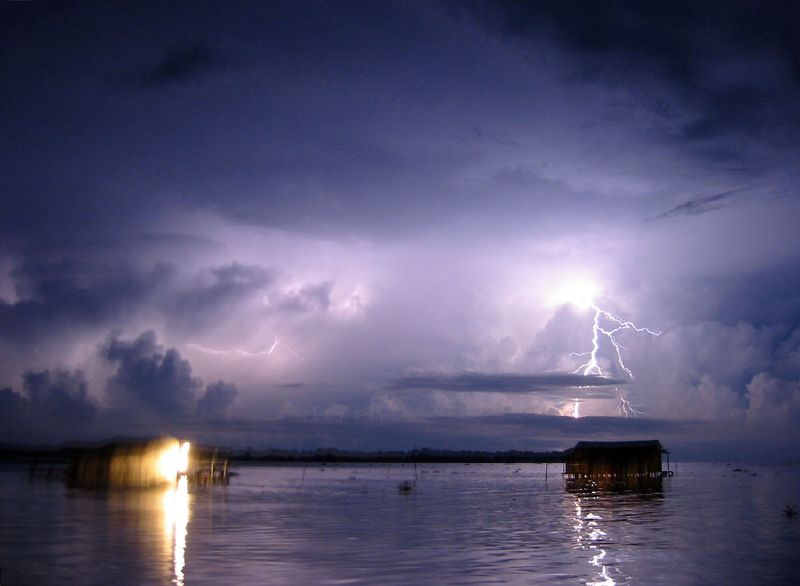

카타툼보 번개(스페인어: Relámpago del Catatumbo)는 콜롬비아와 베네수엘라에서 일어나는 기상현상이다. 카타툼보 강이 마라카이보호로 합류하는 강어귀 상공에서만 일어난다.
고도 1 km 이상의 폭풍구름에서 발발하며 대략 1년에 140 - 260일, 하루에 10시간, 시간당 280회 꼴로 번개가 친다.
카타툼보 번개의 빈도는 해마다 달라진다. 예컨대 2010년 1월에서 3월 사이에는 가뭄으로 인해 번개가 한 번도 치지 않았던 적도 있다.